# Glenea fissicauda
Glenea fissicauda é uma espécie de escaravelho da família Cerambycidae. Foi descrito por Per Olof Christopher Aurivillius em 1926.  Contém a variedade Glenea fissicauda var. lobata.